# کرم‌ماهی ساموآ
کرم‌ماهی ساموآ (نام علمی: Glenoglossa wassi) نام یک گونه از تیره کرم‌ماهیان است.